# خورخي كارلوس فونسيكا
جورج كارلوس فونسيكا (بالبرتغالية: Jorge Carlos Fonseca‏) هو رئيس جمهورية الرأس الأخضر، المكونة من أرخبيل مكون من عشر جزر أساسية في المحيط الأطلسي، قبالة سواحل غرب أفريقيا.
ولد يوم 20 أكتوبر من عام 1950، انتخب رئيسا للبلاد في الانتخابات الرئاسية في 21 أوت 2011، تولى منصبه في 9 سبتمبر من العام نفسه.